# Maria Verdure
Pour les articles homonymes, voir Verdure.
Marie Verdure, née le 16 juin 1849 à Saint-Folquin (France) et morte le 23 mars 1878 dans le 9e arrondissement de Paris, est une militante républicaine lors de la Commune de Paris en 1871. Elle fut membre de la société L’Éducation nouvelle pour la Commune de Paris, qui est à l'origine des crèches.

## Biographie

### Famille
Marie Verdure est la fille de l’instituteur et communard Augustin Verdure et de Caroline Verdure.
Elle vit, avec ses parents, 8 rue Sainte-Marie-du-Temple. 

### Engagement militant
Maria Verdure rencontre André Léo à la « Société (mixte) de revendication des droits de la femme » ainsi que d'autres femmes comme Maria Deraimes ou Paula Minck ayant pour but d'améliorer l'éducation des filles.
La société L’Éducation nouvelle la délègue le 26 mars 1871 auprès du gouvernement de la Commune de Paris pour négocier que l’instruction soit laïque, gratuite et obligatoire. Elle correspond avec André Léo à ce sujet.
Elle fait partie de la Société des Amis de l’Enseignement en compagnie de Charles Élie Ducoudray et son frère Félix Ducoudray, médecin.
Les 15 et 17 mai 1871, au nom de la Société des Amis de l’enseignement, Charles Élie Ducoudray, son frère Félix Ducoudray et Maria Verdure présentent à la Commission animée par Edouard Vaillant un projet de création et d’organisation des crèches. Ce projet très précis expose les conditions de l'accueil, de l'encadrement (« 10 personnes pour cent enfants ») et tient compte de l'hygiène, du bien-être des enfants (« La salle de jeux contient tout ce qui peut amuser les enfants ») mais aussi du personnel (« un labeur toujours le même dégoûterait ces femmes et les rendrait tristes et maussades ») tout en respectant une stricte laïcité (« aucun ministre ou représentant d'un culte n'est admis dans le personnel »).

### Vie privée
Maria Verdure et Charles Élie Ducoudray se marient le 7 novembre 1871. Celui-ci meurt le 13 novembre 1871 à Versailles d'une rupture d'anévrisme en rendant visite à Théophile Ferré en prison. Élie Charles Marius Ducoudray (1872-1902) naît après le décès de son père.